# استونی در المپیک تابستانی ۲۰۱۶
استونی در بازی‌های المپیک تابستانی ۲۰۱۶ که در شهر ریو دو ژانیرو، برزیل برگزار شده با ۴۵ ورزشکار شامل ۲۸ مرد و ۱۷ زن در سیزده رشته ورزشی شرکت کرده‌است.
استونی با ۱ مدال برنز در رده هفتاد و هشتم رده‌بندی مدال‌ها قرار گرفته‌است.

## مدال‌آوران
| مدال | نام                                               | ورزش   | رویداد           | تاریخ  |
| ---- | ------------------------------------------------- | ------ | ---------------- | ------ |
| برنز | تونو اندرکسون آندری یاسما آلار رایا کاسپار تایمسو | روئینگ | چهار نفره دوپارو | ۱۱ اوت |